# Canon Frome
Canon Frome – wieś i civil parish w Anglii, w hrabstwie Herefordshire. W 2011 civil parish liczyła 285 mieszkańców. Canon Frome jest wspomniana w Domesday Book (1086) jako Frome.